# Umění války

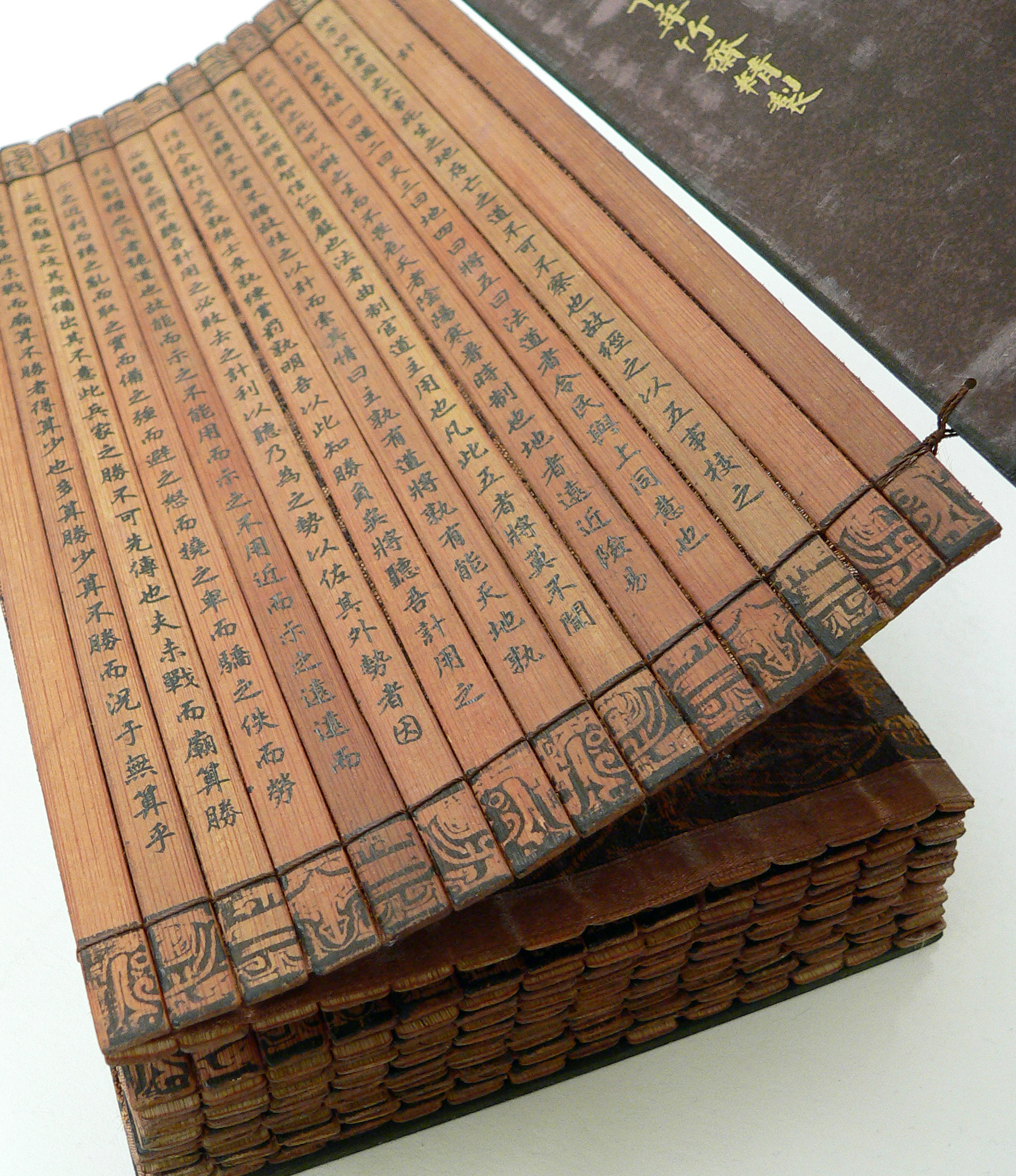
Umění války

Umění války (čínsky pchin-jinem Sūnzǐ Bīngfǎ, znaky zjednodušené 孙子兵法, tradiční 孫子兵法), neboli Vojenská strategie rodiny Sun, je válečnické dílo sestavené legendárním čínským vojevůdcem Sun-c'em, jakkoli o skutečném jeho autorství mnoho badatelů pochybuje. Dílo bylo napsáno údajně v Období jar a podzimů (5. století př. n. l.). Jedinečnost díla spočívá v nadčasovosti uváděných taktik a strategií, s celospolečenskou působností a přenosem také do civilního života. Významně ovlivnilo vojenské myšlení i další oblasti ve východním i západním světě. 
Stratég, básník a válečník Cchao Cchao na počátku 3. století napsal nejstarší známý komentář k Umění války, který pak vycházel spolu s knihou, a Cchao Cchao také možná učinil některé redakční úpravy knihy. Císař Šen-cung ji v 11. století zařadil do kánonu nazvaného Sedm vojenských klasiků, jenž shrnoval hlavní válečné spisy staré Číny. Krom vojenských technik Sun-c' zdůraznil důležitost špionáže. Velká část textu je o tom, jak přemoci svého protivníka, aniž byste museli jít do reálné fyzické bitvy. Proto kniha našla uplatnění i v mnoha jiných oblastech, než je vojenství: v obchodu (včetně moderního managementu), ve vyjednávacích strategiích, v teorii her, nebo ve sportu, kde se k inspiraci knihou přihlásil například trenér amerického fotbalu Bill Belichick nebo brazilský fotbalový trenér Luiz Felipe Scolari.
Knihu v roce 1772 přeložil do francouzštiny a publikoval francouzský jezuita Jean Joseph Marie Amiot. V roce 1905 se o částečný překlad do angličtiny pokusil britský úředník Everard Ferguson Calthrop. První komentovaný anglický překlad dokončil a publikoval v roce 1910 Lionel Giles. Touto knihou se inspirovali vojenští a političtí vůdci jako např. Mao Ce-tung, japonský daimjó Šingen Takeda, vietnamský generál Võ Nguyên Giáp a americký generál Norman Schwarzkopf.

## Kapitoly
Kniha obsahuje 13 kapitol (někdy se uvádí 14) seřazených v tomto pořadí:
- Plán
  - Zkoumá pět základních faktorů (způsob boje, roční období, terén, vedení a řízení) a sedm prvků, které určují výsledky vojenských operací. Porovnáváním těchto prvků může velitel podle autora vypočítat své šance na vítězství. Text také zdůrazňuje, že válka je pro stát velmi závažnou záležitostí a nesmí být zahájena bez řádného zvážení.
- Příprava války
  - Autor vysvětluje ekonomiku války. Za základ úspěchu považuje rychlost války. Jen rychle dovršená vojenská operace se podle autora ekonomicky nezhroutí.
- Plánování útoku
  - Základním zdrojem síly armády není podle autora velikost vojska, ale jeho jednota. Dále pojednává o pěti faktorech, které jsou nutné k úspěchu v jakékoli válce. V pořadí podle důležitosti jsou to: útok, strategie, spojenectví, armáda a města.
- Bojová situace
  - Vysvětluje důležitost obrany stávajících pozic, dokud velitel není schopen bezpečně z těchto pozic postoupit kupředu. Učí velitele důležitosti rozpoznávání strategických příležitostí a učí nevytvářet příležitosti pro nepřítele.
- Válečná síla
  - Vysvětluje, jak může být velitel kreativní, a jak důležité je načasování operací.
- Prázdné a plné
  - Vysvětluje, jak příležitosti armády pocházejí z chyb nepřítele a mezer v jeho rozestavení, které v chaosu bitvy vytvoří. Traktuje také, jak reagovat na změny na neustále se měnícím bojišti.
- Válečné střetnutí
  - Vysvětluje všechna nebezpečí přímého konfliktu, a jak lze tyto konfrontace vyhrát, i když jsou vojsku vnuceny veliteli navzdory nedostatečné přípravě.
- Devět proměn
  - Zdůrazňuje, že armáda musí být především flexibilní a vysvětluje, jak úspěšně reagovat na měnící se okolnosti.
- Pohyb vojska
  - Popisuje různé situace, do kterých se armáda může dostat při pohybu přes nepřátelské území, a jak na tyto situace reagovat. Velká část úvah se zaměřuje na vyhodnocování záměrů nepřítele.
- Povaha krajiny
  - Zaměřuje se na tři obecné typy překážek v krajině (vzdálenost, nebezpečí území a přírodní bariéry) a na šest typů polních pozic, které z nich vyplývají. Každá z těchto šesti polních pozic nabízí určité výhody a nevýhody.
- Devět situací
  - Popisuje devět běžných situací (nebo fází) vojenské kampaně, a jak se v nich má velitel chovat.
- Útok ohněm
  - Vysvětluje zásady použití zbraní a zejména se věnuje útoku na životní prostředí (např. zapálení). Definuje pět cílů takového útoku, pět jeho typů a zvažuje vhodné reakce na takové útoky.
- Užití zvědů
  - Zdůrazňuje důležitost dobrých informačních zdrojů a specifikuje pět typů zdrojů, kde lze získat špiony, a jak nejlépe s nimi jednat, podle toho z jakého zdroje pocházejí.
- (Devět postavení a dvě otázky)

## Pojetí a principy vojenských spisů rodiny Sun
Spis Umění války lze posoudit z hlediska několika důležitých momentů, na které zaměřuje svou pozornost, a to:
- Válka jako nejdůležitější úloha státu
- Podrobné zpravodajství, analýza, plánování
- Strategické cíle a postupy

Co se týče problematiky velení, řeší následující témata:
- Velitel
- Výběr jednotek, výcvik a velení
- Psychologie čchi

Ohledně válečnických postupů a strategie se zabývá aspekty:
- Lstivost a beztvarost
- Typy terénu
- Strategická síla
- Neobvyklé a obvyklé

Z hlediska taktiky se soustředí na:
- Základní opatření
- Relativní síla a odpovídající taktika
- Formace

## Ukázka
| „                             | Chceš-li, aby nepřítel sám o své vůli přišel k tobě, nabídni mu snadný zisk. Chceš-li zabránit nepříteli, aby k tobě přišel, ukaž mu nebezpečí, do jakého by se vydal. | “ |
| — kapitola 6 - Prázdné a plné | |   |

## Ohlasy v umění
Švédská metalová skupina Sabaton, pojmenovala svoje páté album The Art of War (2008) a některé písně začínají citacemi z knihy.
Textem se také nechal inspirovat český básník Jiří Kolář a vytvořil jeho nápaditou adaptaci Mistr Sun o básnickém umění, v níž Sunova pravidla strategie zobecňuje na zásady poezie.

## Česká vydání
V češtině existují dvě hlavní verze překladu tohoto textu. První je pořízena kolektivem překladatelů z angličtiny a vyšla těsně po druhé světové válce (z hlediska sinologie ji revidoval Jaroslav Průšek), je psána málo srozumitelným archaizujícím jazykem. Druhou pořídil Oldřich Král přímo z čínského originálu. Poslední vydanou verzí knihy v češtině je komiksová adaptace ilustrovaná Pete Katzem, která vyšla v roce 2019.
- O umění válečném, Naše vojsko, Praha 1949, přeložili Jaroslav Průšek, Rudolf Beck a František Vrbka, znovu 2005.
- Mistr Sun o válečném umění , Votobia, Olomouc 1995, přeložil Oldřich Král, znovu Maxima, Praha 1999 (pod názvem O válečném umění) a Dokořán, Praha 2008.
- Umění války, Helion, Gliwice 2005, přeložil Zdeněk Šustr.
- Umění války, B4U Publishing, Brno, 2008, přeložil Radim Pekárek.
- Umění války: Komiksová adaptace, Dobrovský, Praha, 2019, ilustroval Pete Katz, přeložila Martina Šímová.